# Célula amácrina
Células amácrinas são interneurônios da retina. Esses neurônios inibitórios projetam suas árvores dendríticas até a camada plexiforme interna, onde interagem com células ganglionares da retina e/ou com células bipolares.

## Visão geral
Células amácrinas operam no nível da camada plexiforme interna (IPL), a segunda camada sináptica retinal, onde as células bipolares fazem sinapse com as ganglionares. Há pelo menos 33 subtipos diferentes de células amácrinas baseando-se apenas na morfologia dendrítica e estratificação. Assim como as células horizontais, as células amácrinas trabalham lateralmente, mas enquanto as células horizontais são conectadas ao "output" de cones e bastonetes, células amácrinas interferem com o "output" das células bipolares e são normalmente mais especializadas. Cada tipo de célula amácrina libera um ou diversos tipos de neurotransmissores nos locais de contato com outras células
Elas são classificadas rotineiramente pela largura de seu campo de conexão, pela(s) camada(s) do extrato do IPL que elas se localizam e pelo tipo de neurotransmissor utilizado. A maioria delas é inibitória, utilizando GABA ou glicina.[carece de fontes?]